# Supercoupe de Russie de football 2013
La Supercoupe de Russie de 2013 est la onzième édition de la Supercoupe de Russie. Ce match de football a lieu le 13 juillet 2013 à l'Olimp-2 de Rostov-sur-le-Don, en Russie.
Elle oppose l'équipe du CSKA Moscou, championne de Russie et vainqueur de la Coupe de Russie en 2012-2013, à celle du Zénith Saint-Pétersbourg, deuxième du championnat russe la même saison. C'est la deuxième fois que les deux équipes se rencontrent dans la compétition après celle de 2008, cette première confrontation ayant alors été remportée par le club pétersbourgeois.
Les règles du match sont les suivantes : la durée de la rencontre est de 90 minutes divisée en deux mi-temps de 45 minutes ; en cas de match nul à l'issue de ce temps réglementaire, deux mi-temps de prolongation d'une durée d'un quart d'heure chacune sont jouées suivi d'une séance de tirs au but si l'égalité persiste à l'issue de la prolongation. Trois remplacements sont autorisés pour chaque équipe.
La première mi-temps voit le CSKA prendre l'avantage dès le quart d'heure de jeu, Keisuke Honda inscrivant alors le premier but du match. Un but du défenseur Sergueï Ignachevitch à la trente-sixième minute permet au club de l'armée d'accroître son avance avant la mi-temps. Mis sous pression par le Zénith durant la deuxième période, les Moscovites assurent finalement leur victoire en fin de match grâce à un deuxième but de Honda à la quatre-vingt-troisième minute. Le CSKA l'emporte ainsi sur le score final de trois buts à zéro et remporte sa cinquième supercoupe, la première depuis 2009.

## Feuille de match
| ·               |                      |     |
| Titulaires :    |                      |     |
|                 |                      |     |
| 35              | Igor Akinfeïev       |     |
| 4               | Sergueï Ignachevitch |     |
| 6               | Alexeï Bérézoutski   |     |
| 24              | Vassili Bérézoutski  |     |
| 42              | Georgi Schennikov    | 73e |
| 3               | Pontus Wernbloom     |     |
| 7               | Keisuke Honda        | 85e |
| 8               | Steven Zuber         | 70e |
| 10              | Alan Dzagoïev        |     |
| 18              | Ahmed Musa           |     |
| 9               | Vágner Love          |     |
|                 |                      |     |
| Remplaçants :   |                      |     |
| 20              | Rasmus Elm           | 70e |
| 17              | Pavel Mamaev         | 73e |
| 14              | Kirill Nababkine     | 85e |
|                 |                      |     |
| Entraîneur :    |                      |     |
| Leonid Sloutski |                      |     |

| ·                 |                      |     |
| Titulaires :      |                      |     |
|                   |                      |     |
| 1                 | Iouri Lodyguine      |     |
| 13                | Luís Neto            |     |
| 14                | Tomáš Hubočan        |     |
| 22                | Aleksandr Anioukov   |     |
| 24                | Aleksandar Luković   | 42e |
| 10                | Danny                |     |
| 18                | Konstantine Zyrianov | 79e |
| 28                | Axel Witsel          |     |
| 44                | Anatoliy Tymoshchuk  |     |
| 11                | Aleksandr Kerjakov   |     |
| 23                | Andreï Archavine     | 56e |
|                   |                      |     |
| Remplaçants :     |                      |     |
| 34                | Vladimir Bystrov     | 42e |
| 20                | Viktor Faïzouline    | 56e |
| 9                 | Aleksandr Boukharov  | 79e |
|                   |                      |     |
| Entraîneur :      |                      |     |
| Luciano Spalletti |                      |     |

| ·               |                      |     |
| Titulaires :    |                      |     |
|                 |                      |     |
| 35              | Igor Akinfeïev       |     |
| 4               | Sergueï Ignachevitch |     |
| 6               | Alexeï Bérézoutski   |     |
| 24              | Vassili Bérézoutski  |     |
| 42              | Georgi Schennikov    | 73e |
| 3               | Pontus Wernbloom     |     |
| 7               | Keisuke Honda        | 85e |
| 8               | Steven Zuber         | 70e |
| 10              | Alan Dzagoïev        |     |
| 18              | Ahmed Musa           |     |
| 9               | Vágner Love          |     |
|                 |                      |     |
| Remplaçants :   |                      |     |
| 20              | Rasmus Elm           | 70e |
| 17              | Pavel Mamaev         | 73e |
| 14              | Kirill Nababkine     | 85e |
|                 |                      |     |
| Entraîneur :    |                      |     |
| Leonid Sloutski |                      |     |

| ·                 |                      |     |
| Titulaires :      |                      |     |
|                   |                      |     |
| 1                 | Iouri Lodyguine      |     |
| 13                | Luís Neto            |     |
| 14                | Tomáš Hubočan        |     |
| 22                | Aleksandr Anioukov   |     |
| 24                | Aleksandar Luković   | 42e |
| 10                | Danny                |     |
| 18                | Konstantine Zyrianov | 79e |
| 28                | Axel Witsel          |     |
| 44                | Anatoliy Tymoshchuk  |     |
| 11                | Aleksandr Kerjakov   |     |
| 23                | Andreï Archavine     | 56e |
|                   |                      |     |
| Remplaçants :     |                      |     |
| 34                | Vladimir Bystrov     | 42e |
| 20                | Viktor Faïzouline    | 56e |
| 9                 | Aleksandr Boukharov  | 79e |
|                   |                      |     |
| Entraîneur :      |                      |     |
| Luciano Spalletti |                      |     |

### Statistiques
| Statistique    | CSKA | Zénith |
| -------------- | ---- | ------ |
| Buts marqués   | 3    | 0      |
| Tirs           | 15   | 13     |
| Tirs cadrés    | 7    | 5      |
| Corners        | 2    | 9      |
| Hors-jeux      | 1    | 4      |
| Cartons jaunes | 1    | 2      |
| Cartons rouges | 0    | 0      |